# Hypsocephalus huberti
Hypsocephalus huberti là một loài nhện trong họ Linyphiidae.
Loài này thuộc chi Hypsocephalus. Hypsocephalus huberti được Alfred Frank Millidge miêu tả năm 1975.